# Nordsøen (2022)
Nordsøen är ett danskt fiskekontroll- och sjöräddningsfartyg, som levererades till Fiskeristyrelsen 2022 av  Hvide Sande Shipyard i Hvide Sande i Danmark-
Nordsøen ersatte Vestkysten från 1985. Det är det största av Fiskeristyrelsens tre kontrollfartyg och det enda av dem som opererar i Nordsjön och Skagerrak. Dess huvudsakliga arbetsområde är fiskerikontroll, men den är också utrustat för miljökontroll samt för nödbogsering, och ingår i Danmarks beredskapsstyrka för sjöräddning. Hon har Thyborøn i Västjylland som hemmahamn.
Nordsøens skrov byggdes på ett polskt varv i Gdansk och färdigställdes av  Hvide Sande Shipyard, Steel and Service. Hon namngavs den 24 augusti 2022 efter det tidigare fiskekontroll- och sjöräddningsfartyget Nordsøen från 1968, som togs ur Fiskeristyrelsens tjänst 2013.